# Csata a labirintusban
A Csata a labirintusban az amerikai író, Rick Riordan a Percy Jackson és az olimposziak című könyvsorozatának negyedik kötete. A könyv 2008. május 6-án jelent meg az USA-ban. Itthon a Könyvmolyképző Kiadó gondozásában 2011-ben és 2013-ban jelent meg. 

## Cselekmény
|  | Alább a cselekmény részletei következnek! |

Percy egy újabb iskolában próbál szerencsét, de a dolgok (mint mindig) nem a terv szerint haladnak. Megjelenik Percy barátnője, Rachel, majd pedig megtámadja őket két pom-pom lány. A táborban megtalálják a Labirintus bejáratát: egy útvonalat, melyen keresztül megtámadhatják őket. Újabb küldetés indul, Annabeth vezetésével, Grover pedig vészesen közel kerül a céljához, hogy megtalálja Pánt. És mindennek köze van az új vívásoktatójukhoz, Quintushoz.
|  | Itt a vége a cselekmény részletezésének! |

## Magyarul
- Csata a labirintusban. Percy Jackson és az olimposziak; ford. Acsai Roland; Könyvmolyképző, Szeged, 2011